# CSK VVS Samara
Tsentralny Sportivny Kloeb Vojenno-vozdoesjnye sily Samara (Russisch: Центральный Спортивный Клуб Военно-воздушные силы Самара), was een professionele basketbalclub uit Samara, Rusland.

## Geschiedenis
In 2002 kondigde de gouverneur van de regio Samara, Konstantin Titov, aan om de heropleving van CSK VVS te combineren met BK Samara. Het nieuwe team kreeg de naam CSK VVS Samara. De club kreeg steun van de Russische luchtmacht (VVS). De club speelde in de Russische superliga A. In 2007, won Samara de EuroCup Challenge tegen Keravnos Strovolos uit Cyprus. De eerste wedstrijd verloor Samara met 83-85 en de tweede wedstrijd won Samara met 101-81, wat genoeg was voor de titel.
De club kon niet meedoen aan de Russische superliga A in 2009/10 doordat ze failliet ging. Ze werd in de competitie vervangen door Krasnye Krylja Samara. Die club is niet de opvolger van CSK VVS Samara.

## Erelijst
- EuroCup Challenge: 1
  - Winnaar: 2007

## Bekende (oud)-coach
- Valeri Tichonenko

## Bekende (oud)-spelers
- Vladislav Konovalov
- Nikita Sjabalkin
- Sergej Tsjikalkin
- Milan Preković
- Aleksandar Čubrilo
- Bojan Obradović
- Brian Patrick Williams
- Joseph Jay Wylie
- Omar Cook
- Kelvin Gibbs
- Georgios Diamantopoulos
- Sam Clancy, Jr.
- Andrew Sullivan